# Teinocera
Teinocera là một chi bọ cánh cứng trong họ Chrysomelidae.
Chi này được miêu tả khoa học năm 1848 bởi Lacordaire.

## Các loài
Các loài trong chi này gồm:
- Teinocera kochi Erber & Medvedev, 2002
- Teinocera pubicollis Erber & Medvedev, 2002